# Hipernatrijemija
Hipernatrijemija je poremećaj elektrolita kojeg karakterizira povećana koncentracija natrija u krvi čovjeka. Kationi natrija su u izvanstaničnom prostoru glavni kationi, te značajno utječu na osmolarnost plazme, pa je često poremećaj koncentracije natrija ujedno i poremećaj osmolarnosti plazme.
Normalne vrijednosti koncentracije natrija u krvi odraslih su između 137 i 146 mmol/L.

## Uzroci
Hipernatrijemiju mogu uzrokovati:
- nedostatan unos vode u tijelo
- pojačano izlučivanje vode
- unos hipertonične tekućine
- višak hormona mineralokortikoida (npr. Cushingov sindrom)

## Simptomi
Hipernatremija se može manifestirati blagim nespecifičnim simptomima kao što su letargija, opća slabost, edem, a u slučaju večih povećanja koncentracije može nastupiti koma.
|  | Molimo pročitajte upozorenje o korištenju medicinskih informacija. Ne provodite liječenje bez savjetovanja s liječnikom! |